# Barranc del Badell

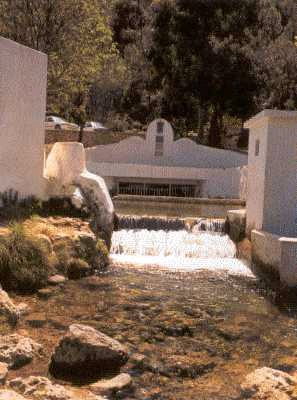
Clot de la Font, naixement del Badell a Tavernes de la Valldigna

El barranc del Badell és l'únic afluent del riu Vaca. Tots dos rius discorren per la comarca natural de la Valldigna (la Safor, País Valencià). El riu Vaca rep les aigües del Badell (hidrònim que, segons Joan Coromines, provindria del llatí vadellum 'petit gual, pas a gual'); els noms de tots dos rius, si fem cas de l'etimologia popular, expliquen ja quin és el riu gran i quin és el xicotet, al terme municipal de Tavernes de la Valldigna, ja a l'altura de les marjals. El Badell naix al Clot de la Font (Tavernes de la Valldigna), amb un cabal no gaire gran, però constant. El contrari passa amb el riu Vaca, que té un naixement totalment irregular, però rep moltes aigües d'escorrentia pluvial de la Valldigna i de la important font Gran.
Segons el catàleg del Pla General d'Ordenació Urbana de Tavernes de la Valldigna (any 2004), el Badell té un pont de l'edat mitjana, digne de protecció.